# Dragey-Ronthon
Dragey-Ronthon é uma comuna francesa na região administrativa da Normandia, no departamento Mancha. Estende-se por uma área de 15,03 km². Em 2010 a comuna tinha 835 habitantes (densidade: 55,6 hab./km²).